# Leucania polystrota
Leucania polystrota là một loài bướm đêm trong họ Noctuidae.